# Cape Air
Cape Air – amerykańskie linie lotnicze z siedzibą na lotnisku Barnstable w stanie Massachusetts, obsługujące planowe loty pasażerskie w centralnej i wschodniej części kraju (stany północno-wschodnie, Floryda, Karaiby, Stany Środkowoatlantyckie, Stany Środkowo-Zachodnie), a także do Mikronezji. Cape Air są największymi niezależnymi, regionalnymi liniami w Stanach Zjednoczonych, rocznie przewożą ponad 600 000 pasażerów i wykonują dziennie do 600 lotów.

## Historia
Założycielami Cape Air są piloci – Craig Stewart i Dan Wolf oraz inwestor Grant Wilson. Linie powstały w 1988 roku, a pierwszą obsługiwaną trasą było połączenie Provincetown – Boston, w stanie Massachusetts, od 1989 roku. Krótko po pierwszym locie uruchomiono kolejne połączenia, przez południowo-wschodnią część regionu Nowa Anglia do Hyannis, Nantucket, New Bedford, Martha’s Vineyard i Providence.
W 1993 roku Cape Air uruchomiły loty pomiędzy południową Florydą a archipelagiem Florida Keys, a 5 lat później rozpoczęły regularne loty na Karaiby. Ostatecznie w 2004 roku do siatki połączeń Cape Air dodano Mikronezję.

## Flota
Od czerwca 2018 przewoźnik nie dysponuje własnymi samolotami.

## Porozumienia codeshare

### JetBlue Airways
14 kwietnia 2007 roku przedstawiciele Cape Air podpisali porozumienie codeshare z liniami JetBlue Airways, na mocy którego Cape Air rozpoczęły przewożenie pasażerów partnera z lotniska w Bostonie na półwysep Cape Cod i otaczające go wyspy. W wyniku porozumienia pomiędzy liniami, pasażerowie mogą kupować miejsca w samolotach obu linii pod jedną rezerwacją. W 2010 roku Ministerstwo Transportu ukarało JetBlue Airways (600 000 dolarów) za pogwałcenie zasad porozumienia codeshare i złamanie amerykańskiej Ustawy o Niepełnosprawnych z 1990 roku.

### American Airlines
Od 6 kwietnia 2010 roku w wyniku podpisania porozumienia codeshare z American Airlines linie rozpoczęły przewożenie pasażerów linii ogólnokrajowej na trasach pomiędzy Saint Louis w stanie Missouri, a Quincy i Marion w stanie Illinois, oraz Cape Girardeau, Kirksville i Fort Leonard Wood w stanie Missouri.

### Continental Airlines
Linie Cape Air są członkiem Continental Connection, porozumienia pod patronatem Continental Airlines, w skład którego wchodzą regionalni przewoźnicy: Cape Air, Colgan Air, CommutAir i Gulfstream International Airlines. W ramach tego porozumienia Cape Air obsługują ruch pasażerski Continental Airlines do Mikronezji.

## Wypadki
- 30 stycznia 2001 pilot i pasażer Cessny 402 Cape Air zostali ranni w wyniku wypadku, do którego doszło przed lotniskiem w Edgartown na wyspie Martha’s Vineyard[8].
- 26 września 2008 roku – David D. Willey, pilot Cessny 402, zginął w wyniku upadku samolotu tuż po starcie z lotniska w Edgartown. Na pokładzie samolotu nie było pasażerów[9][10].